# 葉皮斯季妮婭·斯捷潘諾娃
叶皮斯季妮娅·费奥多罗芙娜·斯捷潘诺娃（羅馬化：Yepistiniya Fyodorovna Stepanova；1882年11月18日—1969年12月7日）是一名俄罗斯妇女，她的9个儿子死于苏德战争，并因此而被授予英雄母亲称号以及一级卫国战争勋章。

## 生平
叶皮斯季妮娅·费奥多罗夫娜·斯捷潘诺娃出生于俄罗斯帝国境内相当于今日乌克兰的地区，小时候在库班长大。8岁时她成为一名农工并在库班的农场工作，饲养家禽、清理谷物。在那里，她结识了她的丈夫，当地名为“格奥尔基·季米特洛夫”的集体农庄的领班——米哈伊尔·尼古拉耶维奇·斯捷潘诺夫（1878年生人，卒于1934年），并接受了他的求婚。
斯捷潘诺娃住在克拉斯诺达尔边疆区季马绍夫斯克区“五月一日”农场里，并生下了15个孩子，其中：
- 斯特莎，女，第一个孩子也是最早去世的一个，死于沸水烫伤；
- 二孩，男，出生便夭折；
- 格里沙，男，5岁时死于流行性腮腺炎；
- 维拉，女，1939年死于一氧化碳中毒。

至苏德战争开始时，斯捷潘诺娃还有9个儿子和1个女儿在世.
她的9个儿子分别是：
- 亚历山大·米哈伊洛维奇·斯捷潘诺夫（俄语：Александр Михайлович Степанов；1901年—1918年），因其兄弟为红军而遭白军杀害。
- 尼古拉·米哈伊洛维奇·斯捷潘诺夫（俄语：Николай Михайлович Степанов；1903年—1963年[3]），1941年8月成为近卫第5顿河骑兵军骑兵，1944年在解放乌克兰战役中受伤，炮弹破片割断了他的右腿，落下终身残疾，而后重返战场。1963年死于旧伤。育有一子：瓦伦丁·尼古拉耶维奇·斯捷潘诺夫（俄语：Валентин Николаевич Степанов）[4]。
- 瓦西里·米哈伊洛维奇·斯捷潘诺夫（俄语：Василий Михайлович Степанов；1908年—1943年），二战军人，1941年5月21日成为第9集团军第106步兵师第553炮兵团士官，1941年10月30日在克里米亚被德军俘虏，1942年从集中营越狱，参加“为了祖国”游击队，1943年11月2日再次被俘，12月被处决[5]。葬于第聂伯罗彼得罗夫斯克州蘇爾斯科-米哈伊利夫卡村的万人坑。
- 菲利普·米哈伊洛维奇·斯捷潘诺夫（俄语：Филипп Михайлович Степанов；1910年—1945年），库班“五月一日”集体农庄的庄员，1939年由于他培养了谷物和甜菜为提马施瓦克地区的最大产量，参加了莫斯科全苏农业展览[4]。1941年5月22日参军[6]，成为第1集团军第1营第699团士兵。1942年5月24日在哈尔科夫战役中被俘。1945年2月10日死于帕德博恩第326集中营[7]。妻子：亚历山德拉·莫伊谢耶夫娜·斯捷潘诺娃[6]。
- 费奥多尔·米哈伊洛维奇·斯捷潘诺夫（俄语：Фёдор Михайлович Степанов；1912年—1939年），1939年在克拉斯诺达尔军校完成指挥专业课程后被授予少尉军衔，毕业后被送往远东的外贝加尔军区，加入驻扎在菲德的第149红旗摩托化步兵团。1939年8月20日，他在与日军的激烈的战斗中牺牲。后被追授勇敢奖章[4]。
- 伊万·米哈伊洛维奇·斯捷潘诺夫（俄语：Иван Михайлович Степанов；1915年—1942年），共产党员，1937年在乌克兰加入苏联红军，随后在奥尔忠尼启则红旗军事学院学习指挥专业课程并毕业。1940年冬天参加了对芬兰的攻势，展示出他是一名勇敢果断的指挥员。1941年[8]在西部战线被俘[9]，1942年秋逃出集中营，并躲藏于游击队中，后被德军射杀。葬于明斯克斯莫列维奇区的万人坑中[10]。
- 伊里亚·米哈伊洛维奇·斯捷潘诺夫（俄语：Илья Михайлович Степанов；1917年—1943年），1937年10月应征入伍，两年后在萨拉托夫第10坦克学院毕业并被授予中尉军衔，随后被派往驻波罗的海地区的第250坦克旅服役。苏德战争第一天他就在战斗中受伤，在后方医院接受治疗，并和母亲一起生活。不久他就归队，到当年12月他第三次受伤入院。1943年7月14日，第5坦克军第70独立坦克旅指挥员伊里亚·米哈伊洛维奇·斯捷潘诺夫大尉死于库尔斯克战役。后被追授共产党员。
- 帕维尔·米哈伊洛维奇·斯捷潘诺夫（俄语：Павел Михайлович Степанов；1919年—1941年），1939年入伍并进入基辅炮兵军事学院学习，1941年毕业并被授予中尉军衔，在布良斯克方面军第55步兵师第141榴弹炮兵团服役，共青团员。1941年12月在战争中失踪[11]。
- 亚历山大·米哈伊洛维奇·斯捷潘诺夫（小）（俄语：Александр Михайлович Степанов (младший)；1923年—1943年），1941年10月加入红军，在奥尔忠尼启则军校完成了迫击炮部队指挥专业课程并被授予中尉军衔。随后他被送往斯大林格勒。1943年4月25日因一个人摧毁两个机枪碉堡而被授予红星勋章。1943年10月2日，在基辅附近的战斗中，他指挥部队击退了德军6次攻击，在德军发起第7次进攻时，他使用轻武器顽强抵抗，一个人射杀了15名德军[12]，最后引爆手榴弹与敌人同归于尽[13]。后被追授“苏联英雄”称号及列宁勋章。

1966年，时任苏联国防部长的安德烈·安东诺维奇·格列奇科元帅写信给她：
“九个儿子，由您抚养并教育，九个您最亲爱的人，为了保卫伟大的苏维埃祖国而献出了生命。由于他们的军事成就，他们从敌人手中夺取了伟大的胜利日，并将流芳千古……您，战士的母亲，也是所有战士的母亲，他们将会为您带去最孝顺的温暖，并向您，一名平凡的俄罗斯妇女，下跪。”
1969年2月7日，斯捷潘诺娃在唯一一个在世的女儿家中去世，被以军礼安葬于军人墓地当中。1974年4月14日，《共青团真理报》报道了斯捷潘诺夫一家的事迹。
斯捷潘诺夫家族并非绝后，至2010年，共有44个孙子和曾孙。

## 荣誉
- 斯捷潘诺娃被授予英雄母亲荣誉称号；
- 1977年，她被追授一级卫国战争勋章。